# UFC 9
UFC 9: Motor City  Madness var en mixed martial arts-gala arrangerad av Ultimate  Fighting Championship (UFC) i  Detroit i Michigan i USA på Cobo  Arena den 17 maj 1996.